# Wechselburg
Wechselburg ist eine Gemeinde im sächsischen Landkreis Mittelsachsen.

## Geographie
Wechselburg liegt ca. 12 km westlich der Stadt Mittweida und ca. 25 km nördlich von Chemnitz. Die Gemeinde liegt im Tal der Zwickauer Mulde am Fuße des 353 m hohen Rochlitzer Berges. Unweit des stillgelegten Bahnhofs verläuft der 51. Breitengrad. Im eigentlichen Ort ohne Ortsteile lebten Stand 2009 insgesamt 738 Einwohner. Durch Wechselburg führt die Via Porphyria und der Lutherweg Sachsen.

### Ortsteile
Zur Gemeinde gehören die Ortsteile:
| - Altzschillen - Carsdorf - Corba - Göhren | - Göppersdorf - Hartha - Meusen - Mutzscheroda | - Nöbeln - Seitenhain - Wechselburg - Zschoppelshain |

### Nachbargemeinden
Angrenzende Gemeinden sind Königshain-Wiederau und Seelitz sowie die Städte Lunzenau, Penig und Rochlitz. Im Westen grenzt die zum Landkreis Leipzig gehörende Stadt Geithain an.

## Geschichte

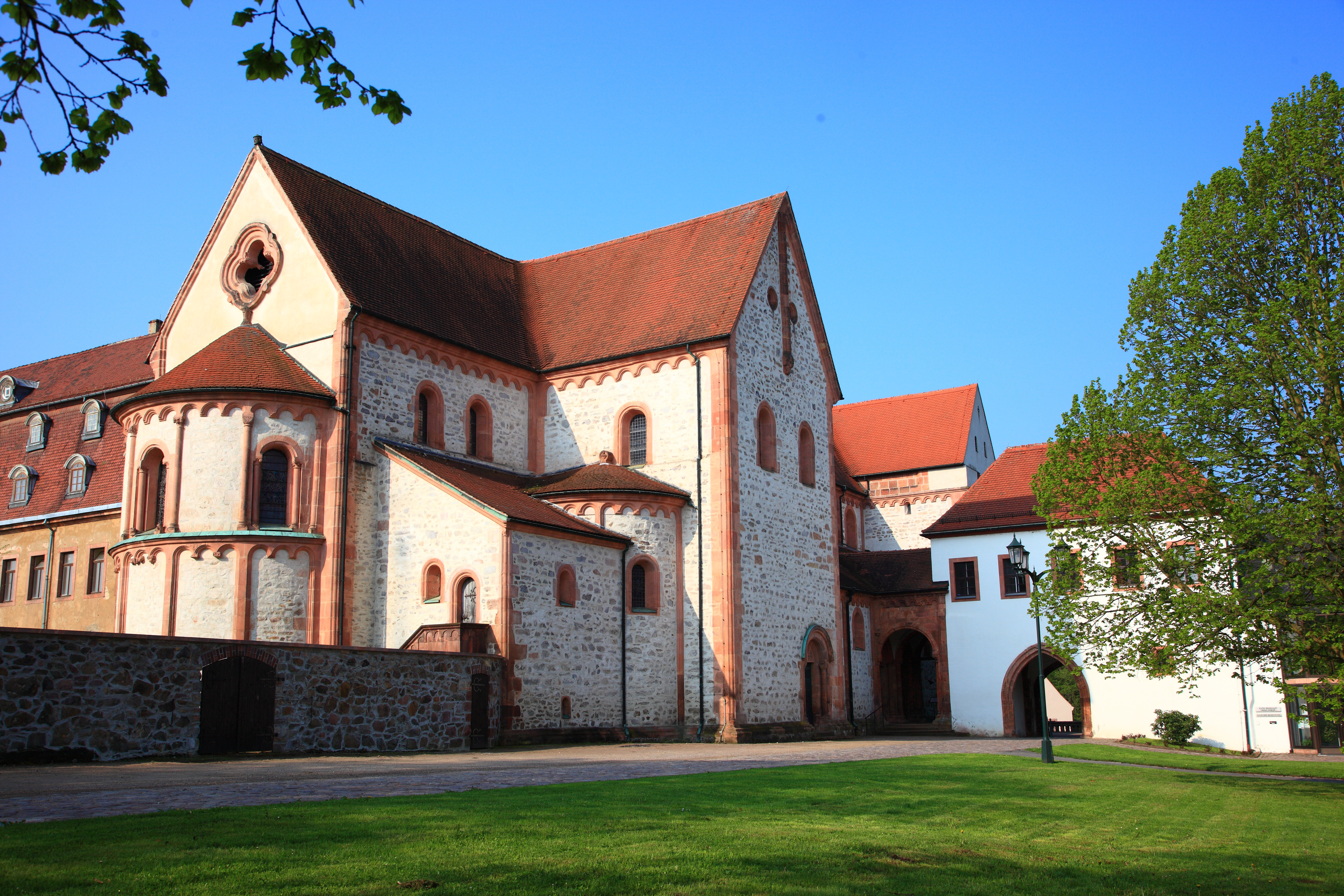
Die romanische Basilika Hl. Kreuz (Kloster- und Pfarrkirche)

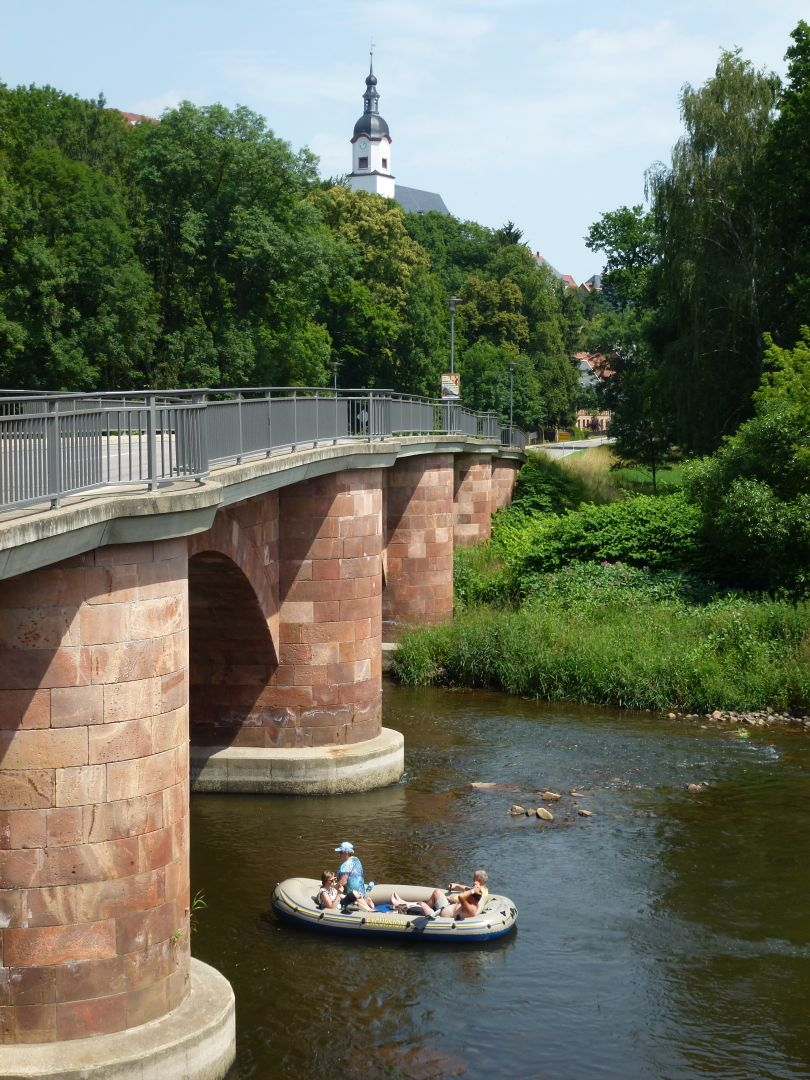
Porphyrbrücke über die Zwickauer Mulde bei Wechselburg

Aus slawischer Zeit (laut Volkmar Geupel und bestätigt durch Keramikfunde aber aus dem Mittelalter) stammt der nahe gelegene Burgstall Wechselburg, eine Höhenburg/Spornburg in Art einer Wallburg. Etwa 1250 m nordwestlich des Schlosses Wechselburg befindet sich in Spornlage über dem Söllichaubach der zweite mittelalterliche Burgstall "Altes Schloß"/"Selche".
Der Ort, als Zschillen (‚Bienenort‘) gegründet, ist eng mit der Gründung des Klosters Zschillen im Jahr 1168 durch Graf Dedo von Rochlitz-Groitzsch für die Augustiner-Chorherren verbunden. Die dazu errichtete Kirche diente auch als Begräbnisstätte der gräflichen Familie. Im Jahr 1278 wurde es dem Deutschen Orden übereignet. Nach der Reformation kam das Kloster 1543 in den Besitz des sächsischen Herzogs Moritz, der es umgehend säkularisierte und die Klostergüter (zusammen mit der Herrschaft Penig) an die Herren von Schönburg gegen die Orte Hohnstein, Wehlen und Lohmen in der Sächsischen Schweiz eintauschte. Daher kam für den Ort Zschillen und die Klosteranlage der Name Wechselburg auf, während Altzschillen seinen ursprünglichen Namen bis heute behalten hat.
Im Dreißigjährigen Krieg wurde die Gemeinde mehrfach verwüstet. Nach dem Krieg wurde auf dem Gelände des ehemaligen, verfallenen Klosters das jetzige Schloss Wechselburg errichtet. 1843 gründete die Gräfin Emilie von Schönburg in Wechselburg das erste Diakonissenkrankenhaus in Sachsen. Die Schlossanlage befand sich bis zur Enteignung im Rahmen der Bodenreform in der Sowjetischen Besatzungszone 1945 im Besitz der Grafen und Herren von Schönburg-Glauchau.
In den 1950er und 1960er Jahren war im Schloss eine TBC-Heilstätte für Kinder, später ein Kinderkrankenhaus und bis 2005 das Fachkrankenhaus für Kinder- und Jugendpsychiatrie untergebracht.
Die Geschichte der erneuten Nutzung der seit der Reformation evangelischen Klosterkirche als römisch-katholische Kirche, sowie die wiedererlangte Bedeutung Wechselburgs als Wallfahrtsort, geht auf die Gestattung katholischer Privatandachten in dieser Kirche ab 1843 sowie auf die Konversion des Grafen von Schönburg-Glauchau zum Katholizismus im Jahr 1869 zurück. Darauf folgte zunächst ein jahrzehntelanger Streit: die evangelische Landeskirche verfolgte diese „Rekatholisierung“ argwöhnisch. Die Ereignisse gipfelten im „Wechselburger Kulturkampf“ im Jahr 1900: mittels Polizeieinsatz und Strafandrohungen wurde der Besuch der Fronleichnamsprozession im Schlosspark, damals vermutlich die einzige derartige Veranstaltung im evangelischen Sachsen, durch nicht zum Hausstand des Grafen gehörende Personen unterbunden. Schließlich einigten sich die Schönburger und das zuständige Ministerium; öffentliche katholische Messen durften nun stattfinden. Zur römisch-katholischen Pfarrkirche wurde die (aufgrund der Enteignung nun nicht mehr in Familienbesitz befindliche) Basilika jedoch erst nach dem Zweiten Weltkrieg. Sie ist seitdem zudem eine von zwei Wallfahrtskirchen auf dem Gebiet des Bundeslandes Sachsens sowie des Bistums Dresden-Meißen. Seit 1992 beherbergt das Schloss wieder ein Kloster. Benediktiner aus dem Kloster Ettal haben im sogenannten kleinen Schloss ein Kloster sowie eine Familien- und Begegnungsstätte eingerichtet, die sich großen Zuspruchs erfreut. Die Kirche wurde 2018 in den päpstlichen Rang einer Basilica minor erhoben.

### Eingemeindungen
| Ehemalige Gemeinde | Datum          | Anmerkung                                                            |
| ------------------ | -------------- | -------------------------------------------------------------------- |
| Altzschillen       | 1. Mai 1967    |                                                                      |
| Carsdorf           | 20. Juni 1957  | Eingemeindung nach Mutzscheroda                                      |
| Corba              | 1. April 1974  | Eingemeindung nach Göhren                                            |
| Göhren             | 1. Januar 1994 |                                                                      |
| Göppersdorf        | 1. Juli 1950   | Eingemeindung nach Nöbeln                                            |
| Hartha             | 1. Januar 1969 | Eingemeindung nach Nöbeln                                            |
| Meusen             | 1. Juli 1950   | Eingemeindung nach Nöbeln                                            |
| Mutzscheroda       | 1. Januar 1994 |                                                                      |
| Nöbeln             | 1. Januar 1994 |                                                                      |
| Seitenhain         | 6. April 1972  | Eingemeindung nach Nöbeln                                            |
| Zschoppelshain     | 1. Januar 1994 | Eingemeindung ohne den Ortsteil Winkeln (Eingliederung nach Seelitz) |

### Einwohnerentwicklung

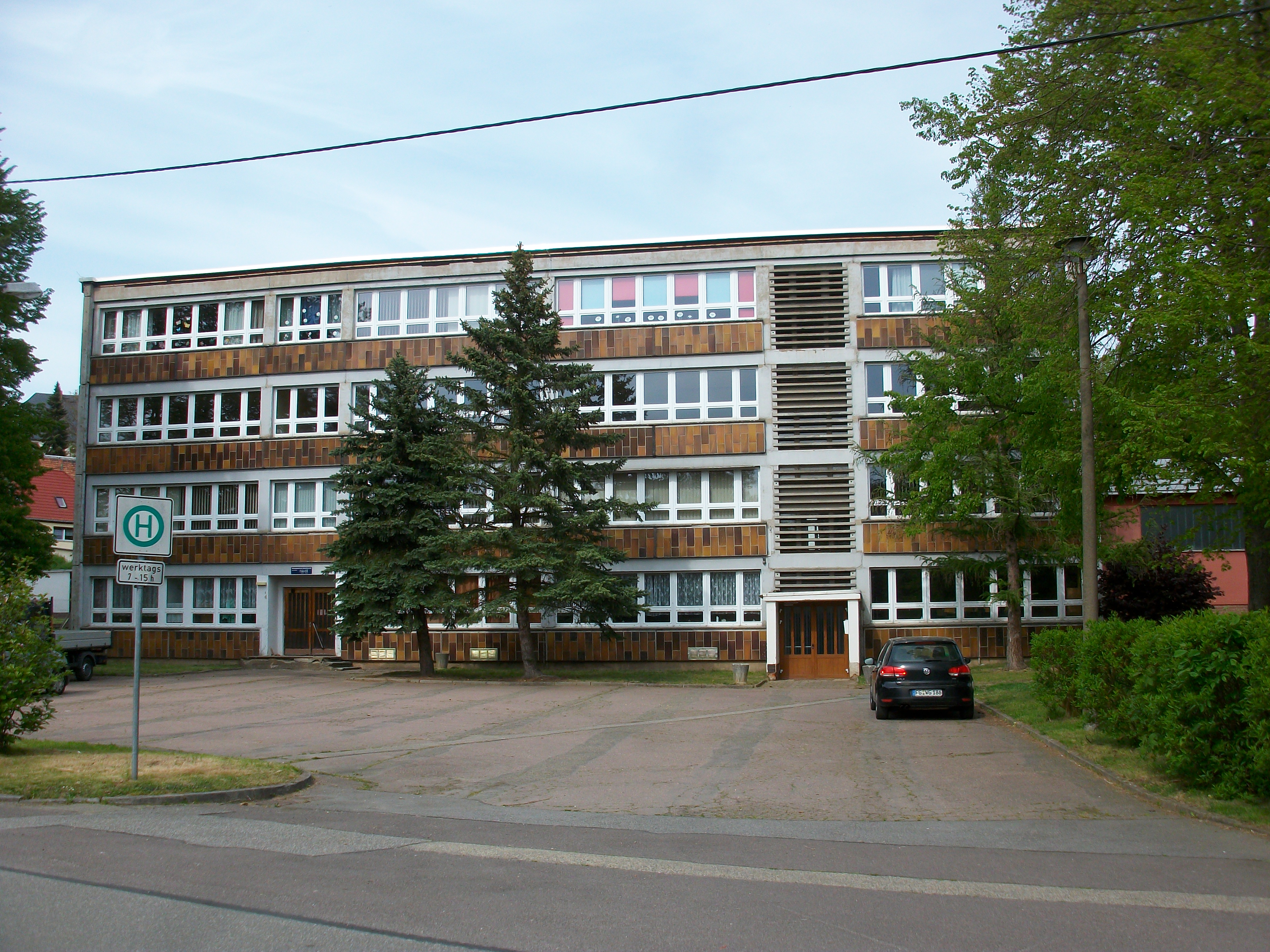
Grundschule Wechselburg

Entwicklung der Einwohnerzahl (31. Dezember):
| Jahr | Einwohner |
| ---- | --------- |
| 1834 | 1.122     |
| 1871 | 1.427     |
| 1890 | 1.340     |
| 1910 | 1.363     |
| 1925 | 1.323     |

| Jahr | Einwohner |
| ---- | --------- |
| 1939 | 1.186     |
| 1946 | 1.620     |
| 1950 | 1.437     |
| 1964 | 1.332     |
| 1990 | 1.222     |

| Jahr | Einwohner |
| ---- | --------- |
| 2000 | 2.290     |
| 2007 | 2.142     |
| 2010 | 2.045     |
| 2012 | 1.938     |
| 2013 | 1.929     |

## Politik

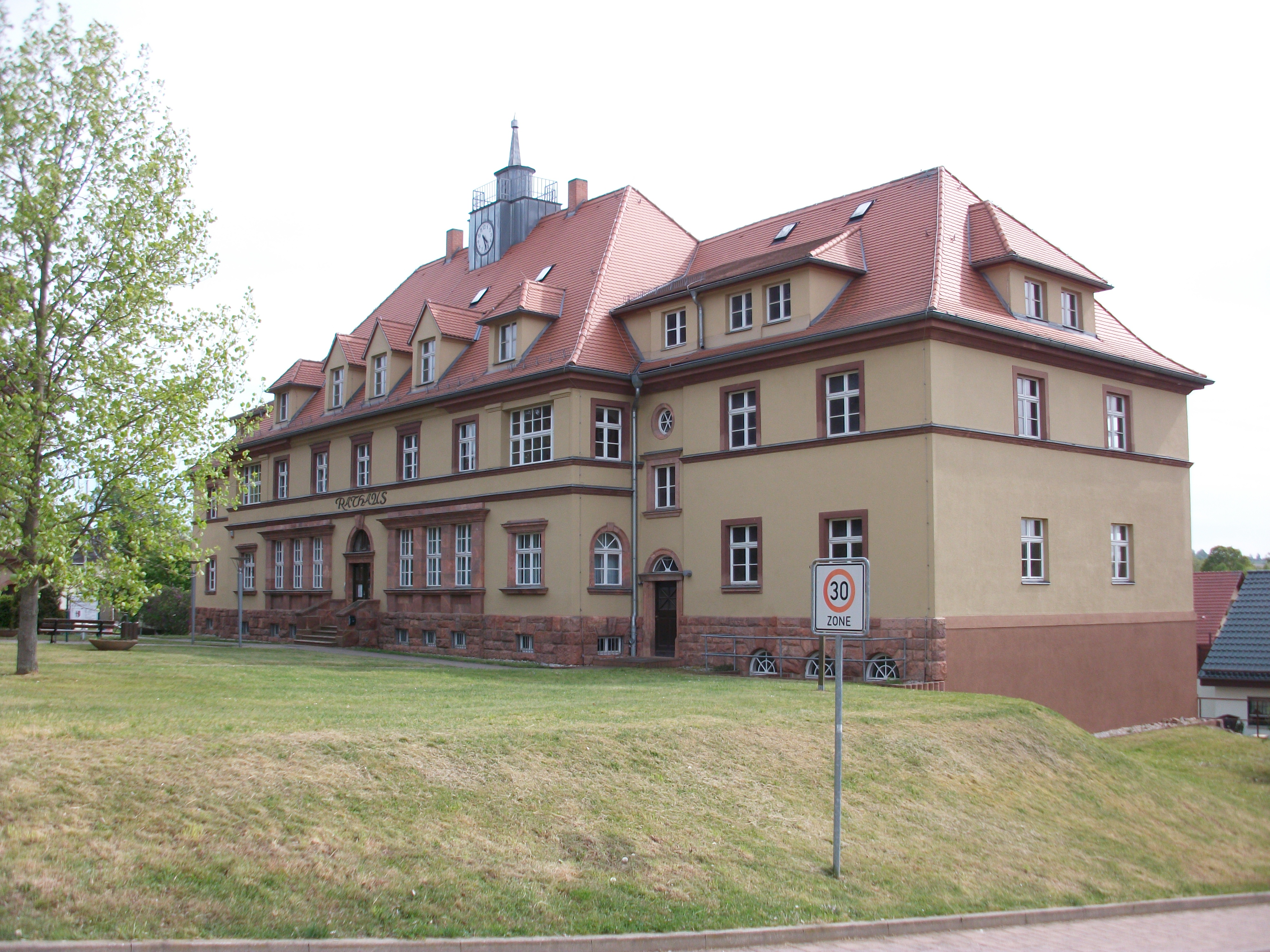
Rathaus Wechselburg

### Gemeinderat
Die Gemeinderatswahl am 9. Juni 2024 führte zu nebenstehendem Ergebnis für die Zusammensetzung des Gemeinderats. Frühere Wahlen sind tabellarisch aufgelistet.
| Gemeinderat ab 2024Insgesamt 12 Sitze - SPD: 1 - WWG: 3 - CDU: 7 - FS: 1 | Liste                            | 2024   | 2024   | 2019   | 2019   | 2014   | 2014   |
| Gemeinderat ab 2024Insgesamt 12 Sitze - SPD: 1 - WWG: 3 - CDU: 7 - FS: 1 | Liste                            | Sitze  | in %   | Sitze  | in %   | Sitze  | in %   |
| Gemeinderat ab 2024Insgesamt 12 Sitze - SPD: 1 - WWG: 3 - CDU: 7 - FS: 1 | CDU                              | 7      | 51,4   | 5      | 36,0   | 8      | 51,4   |
| Gemeinderat ab 2024Insgesamt 12 Sitze - SPD: 1 - WWG: 3 - CDU: 7 - FS: 1 | Wechselburger Wählergemeinschaft | 3      | 30,7   | 4      | 26,1   | –      | –      |
| Gemeinderat ab 2024Insgesamt 12 Sitze - SPD: 1 - WWG: 3 - CDU: 7 - FS: 1 | SPD                              | 1      | 9,6    | –      | –      | 1      | 8,9    |
| Gemeinderat ab 2024Insgesamt 12 Sitze - SPD: 1 - WWG: 3 - CDU: 7 - FS: 1 | Freie Sachsen                    | 1      | 8,2    | –      | –      | –      | –      |
| Gemeinderat ab 2024Insgesamt 12 Sitze - SPD: 1 - WWG: 3 - CDU: 7 - FS: 1 | BFW                              | –      | –      | 4      | 26,4   | –      | –      |
| Gemeinderat ab 2024Insgesamt 12 Sitze - SPD: 1 - WWG: 3 - CDU: 7 - FS: 1 | AfD                              | –      | –      | 1      | 11,5   | –      | –      |
| Gemeinderat ab 2024Insgesamt 12 Sitze - SPD: 1 - WWG: 3 - CDU: 7 - FS: 1 | FWG                              | –      | –      | –      | –      | 5      | 36,2   |
| Gemeinderat ab 2024Insgesamt 12 Sitze - SPD: 1 - WWG: 3 - CDU: 7 - FS: 1 | Grüne                            | –      | –      | –      | –      | –      | 3,5    |
| Gemeinderat ab 2024Insgesamt 12 Sitze - SPD: 1 - WWG: 3 - CDU: 7 - FS: 1 | Wahlbeteiligung                  | 77,1 % | 77,1 % | 73,7 % | 73,7 % | 58,8 % | 58,8 % |

### Bürgermeister
Am 12. Juni 2022 wurde Daniel Bergert (CDU) mit 94,2 % zum Bürgermeister gewählt. Seine Vorgängerin war von 1994 bis 2022 Renate Naumann (CDU).
| Wahl | Bürgermeister  | Vorschlag | Wahlergebnis (in %) |
| ---- | -------------- | --------- | ------------------- |
| 2022 | Daniel Bergert | Bergert   | 94,2                |
| 2015 | Renate Naumann | CDU       | 49,5                |
| 2008 | Renate Naumann | CDU       | 63,5                |
| 2001 | Renate Naumann | CDU       | 73,7                |

## Kultur und Sehenswürdigkeiten
- siehe auch: Liste der Kulturdenkmale in Wechselburg
- Kloster Wechselburg mit Basilika (katholische Stiftskirche aus dem 12. Jahrhundert) und Benediktiner-Klosteranlage
- Barockschloss (1753–1756, Baumeister Johann Gottlieb Ohndorff) – zurzeit leerstehend und baufällig
- 18 Hektar großer Schlosspark mit 180 Jahre altem seltenem Baumbestand
- Erstes Diakonissenhaus Sachsens
- Bäuerliches Museum im sogenannten Taubenhaus an der St.-Otto-Kirche
- Crodo-Tisch (alter Opfertisch an der Eulenkluft – Nachbildung des Originals)
- Historischer Marktplatz
- Ortskern mit kleinen, verwinkelten Gassen
- Paul-Fleming-Wohnhaus
- Porphyr-Ratsherren (Denkmal an der Muldenbrücke)
- Porphyrbrücke über die Zwickauer Mulde bei Wechselburg
- Rathaus von 1924
- St.-Otto-Kirche auf dem Marktplatz mit Schramm-Orgel (J. J. Schramm war ein Schüler von Gottfried Silbermann)
- Zusammenfluss der Zwickauer Mulde und der Chemnitz
- Göhrener Viadukt, einer der imposantesten deutschen Brückenbauten aus der Frühzeit des Eisenbahnbaues, überquert die Zwickauer Mulde
- Königlich-sächsischer Meilenstein als Abzweigstein und Straßenbauverwaltungsstein im Ortsteil Carsdorf – Grüne Tanne
- Draisinenfahrt auf der Muldentalbahn mit Halt am Stellwerk des Bahnhofs Wechselburg[16]

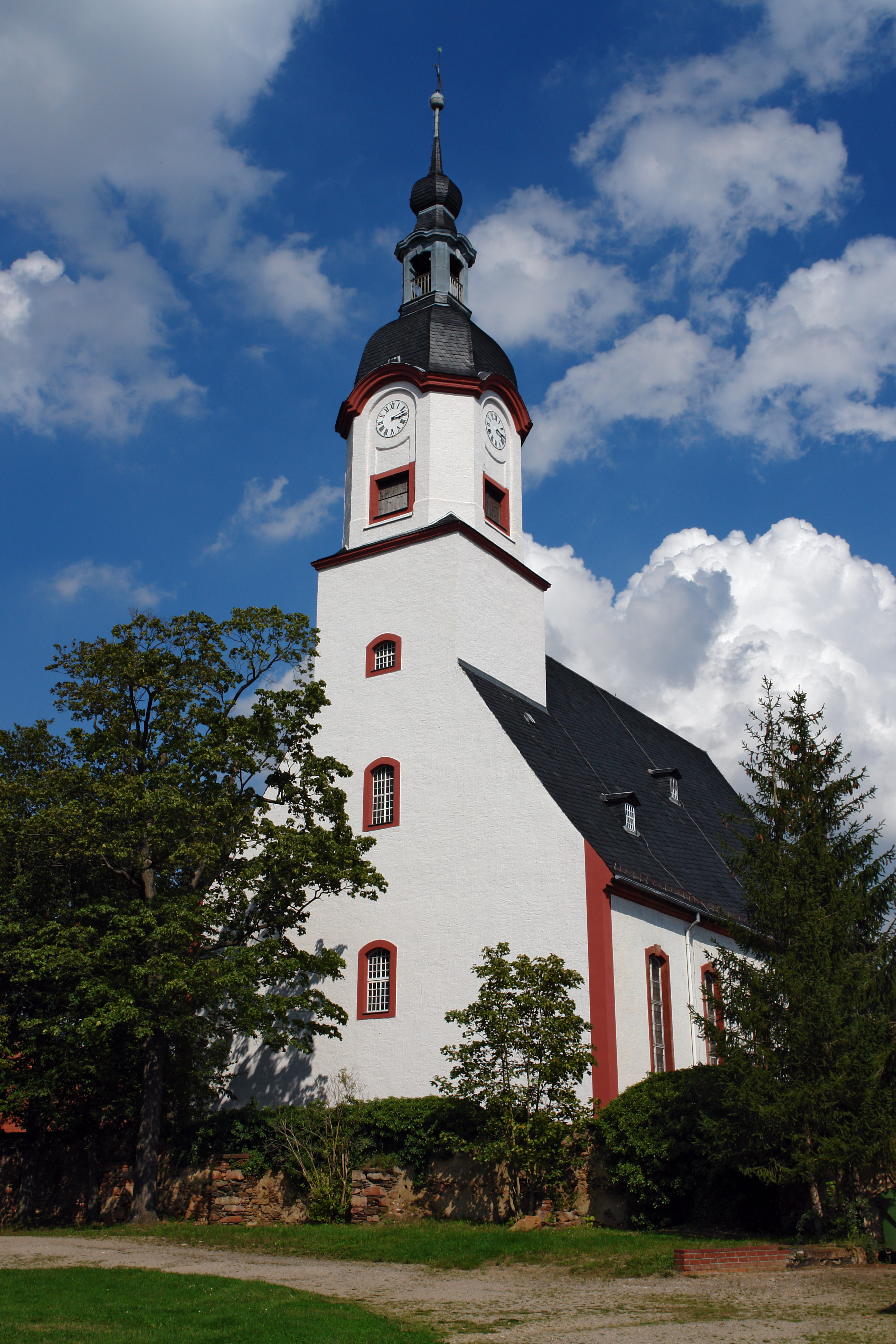
Stadtkirche
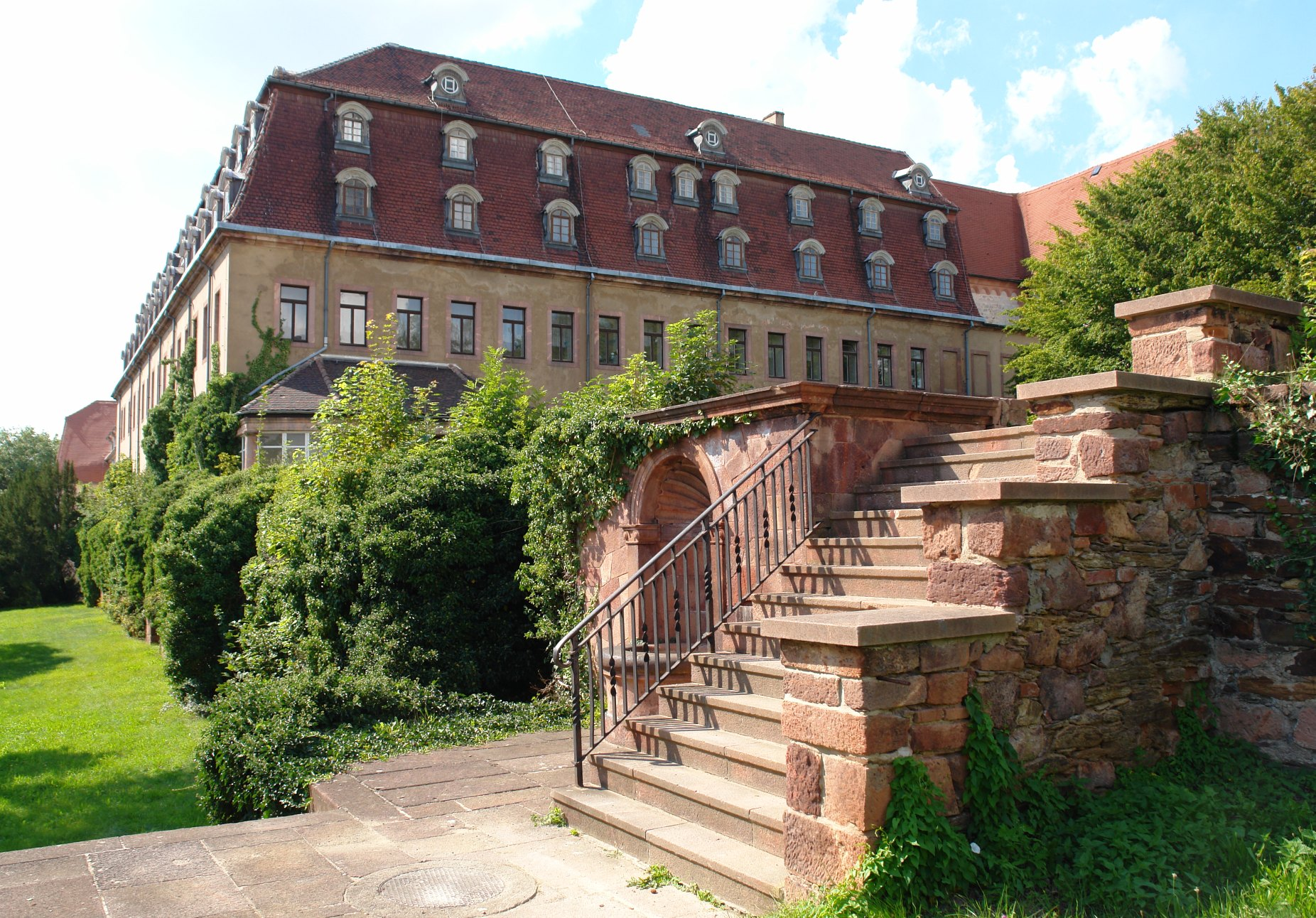
Barockschloss
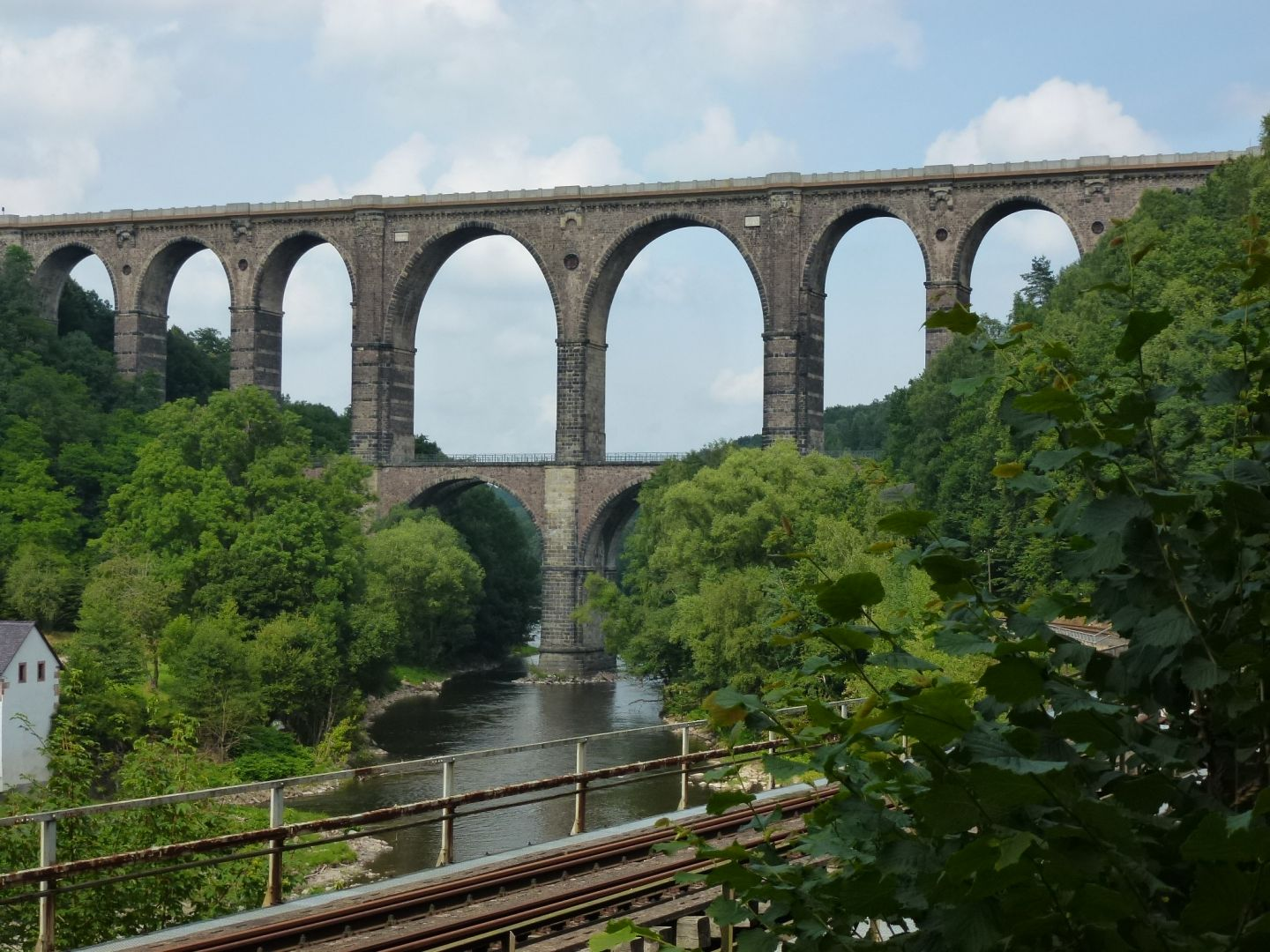
Göhrener Viadukt und Muldentalbahn

### Regelmäßige Veranstaltungen
- Historisches Marktfest

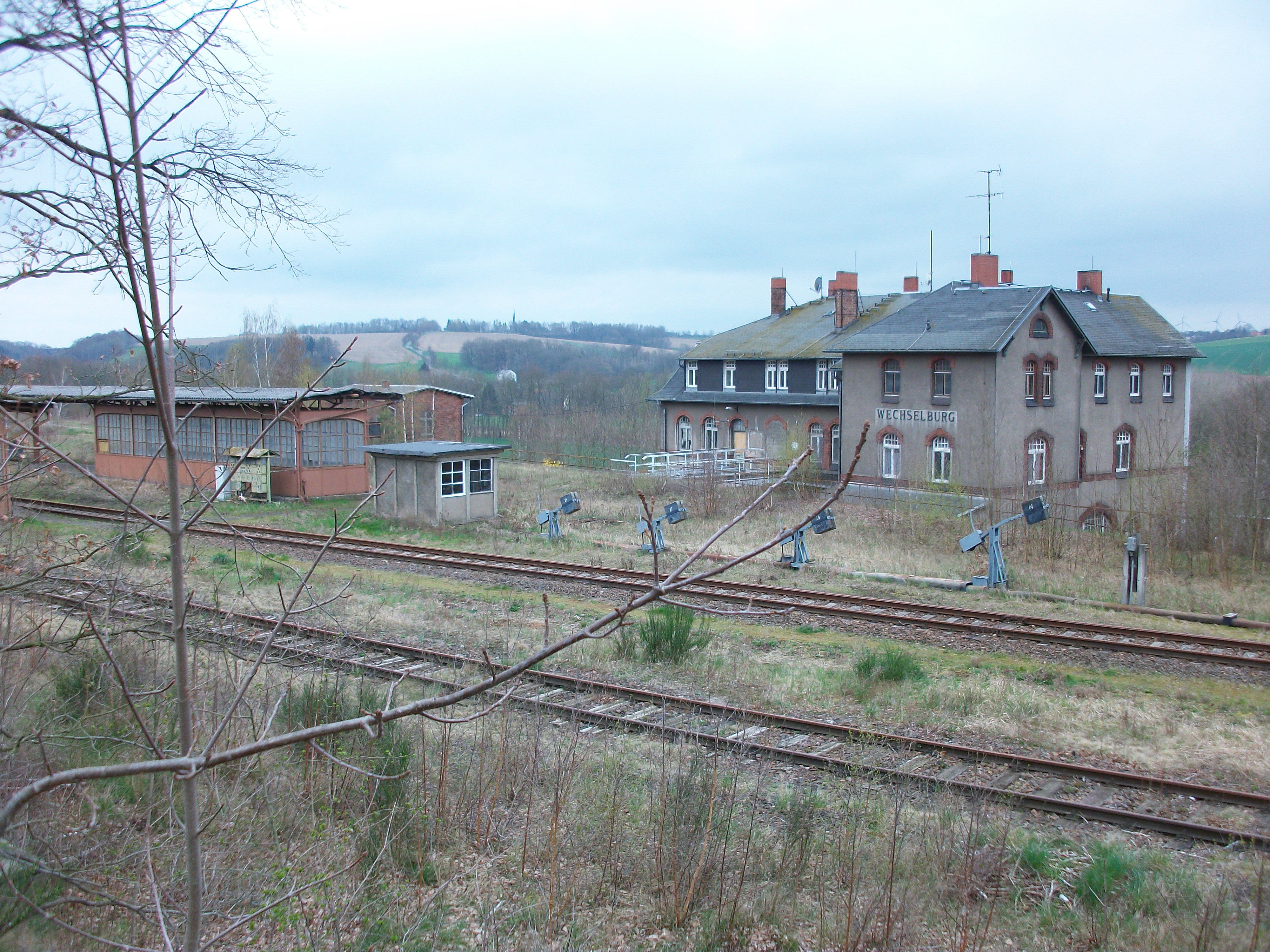
Bahnhof Wechselburg (2016)
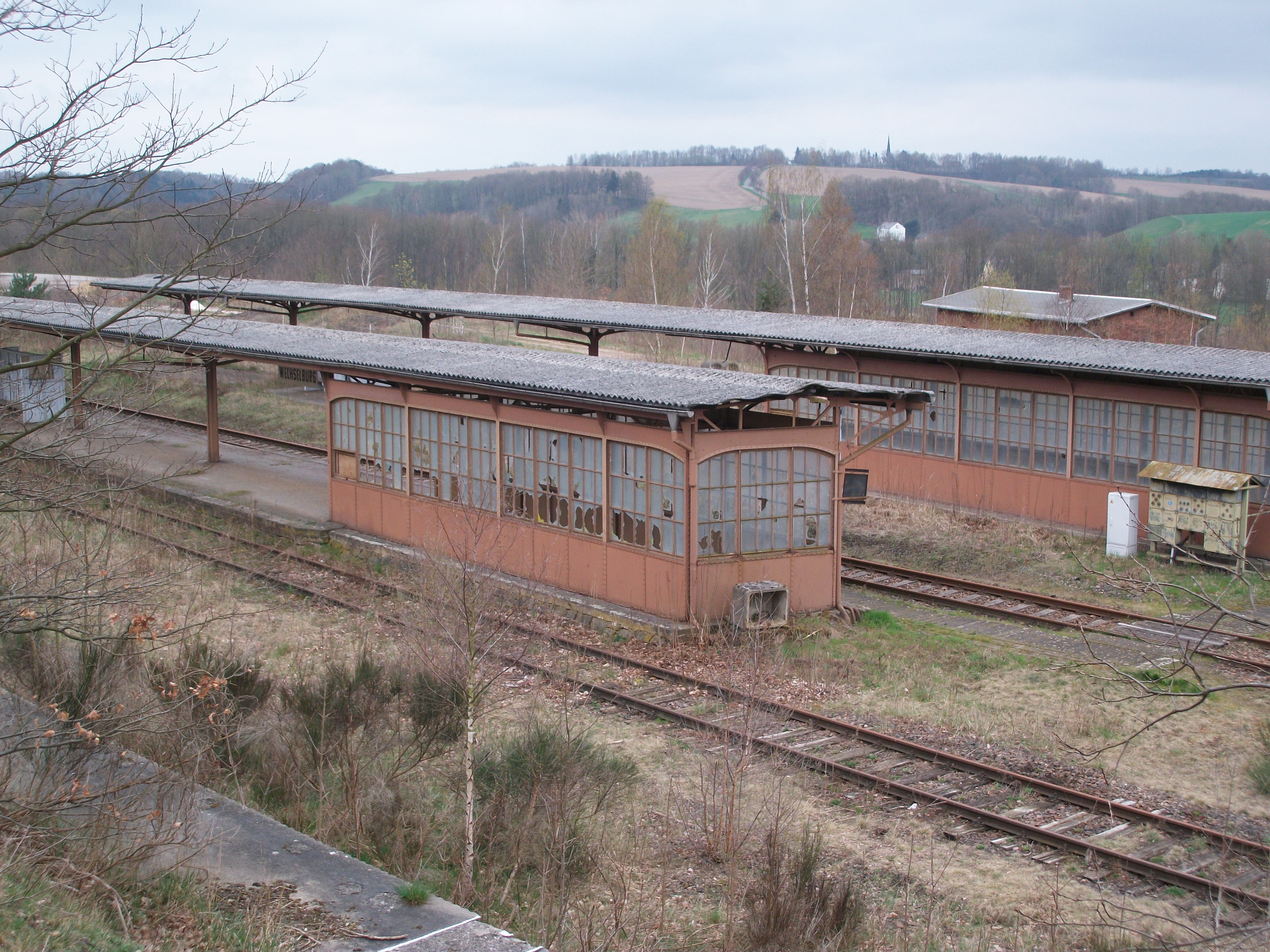
Bahnsteige im Bahnhof Wechselburg (2016)

## Verkehrsanbindung
Die B 107 führt zwischen den Ortsteilen Göppersdorf und Zschoppelshain durch den Osten des Gemeindegebietes. Der Bahnhof Wechselburg liegt an der Muldentalbahn von Glauchau nach Großbothen, außerdem zweigte hier die Chemnitztalbahn nach Chemnitz ab. Der Betrieb auf diesen Bahnlinien wurde 2002 bzw. 1998 eingestellt.

## Persönlichkeiten

### Söhne und Töchter der Gemeinde
- Johann Karl Götzinger (1731–1790), lutherischer Theologe
- Heinrich Karl Ernst Köhler (1765–1838), Philologe, Klassischer Archäologe und Numismatiker
- Heinrich Berthold (1856–1935), hessischer Politiker (SPD), geboren in Zschoppelshain
- Joachim von Schönburg-Glauchau (1873–1943), Graf, Abgeordneter in der Ersten Kammer des Sächsischen Landtags
- Alfred Ehlers (1885–1955), Architekt, Bildhauer, Kunstkeramiker und Grafiker
- Karl Schlegel (1893–1918), Jagdflieger im Ersten Weltkrieg
- Eduard Reifferscheid (1899–1992), Verleger, Luchterhand Literaturverlag
- Otfried Steger (1926–2002), Minister für Elektrotechnik und Elektronik der DDR
- Wolfgang Pfefferkorn (1928–2004), Ingenieur und Hochschullehrer
- Gundolf Fleischer (* 1943), Jurist und Politiker (CDU), 1976–2011 Abgeordneter im Landtag von Baden-Württemberg

### Personen in Verbindung mit der Gemeinde
- Graf Alban von Schönburg-Forderglauchau (1804–1864), Besitzer der Herrschaft und des Schlosses Wechselburg[17]
- Gräfin Emilie von Schönburg-Forderglauchau (1806–1880), geborene Gräfin Jenison-Walworth, errichtete in Wechselburg 1843 das erste Diakonissenhaus in Sachsen und eine Kleinkinderbewahranstalt
- Karl Gustav Hesse (1795–1851), Mediziner und Schriftsteller
- Joachim Graf von Schönburg-Glauchau (1929–1998), Jagdautor, Bundestagsabgeordneter der CDU 1990–1994
- Martin Keller (* 1986), Leichtathletik-Sprinter und Olympiateilnehmer 2008 und 2012